# 闫仲秋
闫仲秋（1954年8月—），男，汉族，北京人，中华人民共和国政治人物，曾任北京市政协秘书长、副主席。